# Shim Eun-ha
Shim Eun-ha (23 de septiembre de 1972) es una actriz surcoreana retirada. Alcanzó popularidad en la década de 1990, protagonizando algunas de las series mejor calificadas de todos los tiempos, como The Last Match, M y Trap of Youth. Repentinamente se retiró del mundo del espectáculo en el punto más alto de su fama en 2001.

## Vida personal
En septiembre de 2005 apareció nuevamente en las noticias cuando anunció en un comunicado de prensa que se casaría con Ji Sang-wook. La pareja se casó en una ceremonia privada a la que asistieron alrededor de 150 personas en Aston House, Sheraton Grande Walkerhill Hotel en Seúl el 18 de octubre de 2005. En ese momento reafirmó que no regresaría a la actuación. La pareja tiene dos hijas, la primera nació el 2 de marzo de 2006, y la segunda el 28 de noviembre de 2007.
Lamentó el hecho de no haber proseguido su educación mientras que había estado actuando, por lo que entró en la Universidad Nacional Abierta de Corea en el 2009 para estudiar artes liberales. A continuación, mostró su obra en el Seoul Open Art Fair 2009 donde sus pinturas atrajeron la atención por sus exquisitos detalles. Vendió su primer cuadro en una exhibición para recaudar fondos a finales de ese año.
Después de ser nombrada como portavoz del Liberty Forward Party, su marido, sin éxito, se postuló para alcalde de Seúl en 2010. Posteriormente, se unió al Partido Saenuri , y fue elegido miembro de la Asamblea Nacional de Seúl en abril de 2016. Ji ahora se unió a Bareun Party.

## Filmografía

### Cine
| Año  | Título en inglés      | Título en coreano | Romanización             | Rol           | Director                   |
| ---- | --------------------- | ----------------- | ------------------------ | ------------- | -------------------------- |
| 1995 | My Old Sweetheart     | 아찌 아빠         | Ajji appa                | Nam Yoo-ri    | Shin Seung-soo             |
| 1996 | Born to Kill          | 본 투 킬          | Bon tu kil               | Jung Soo-ha   | Jang Hyun-soo              |
| 1998 | Christmas in August   | 8월의 크리스마스  | Palweolui Keuriseumaseu  | Kim Da-rim    | Hur Jin-ho                 |
| 1998 | Art Museum by the Zoo | 미술관 옆 동물원  | Misulgwan yup dongmulwon | Lee Chun-hee  | Lee Jeong-hyang            |
| 1999 | The Uprising          | 이재수의 난       | Lee Jae-su-eui nan       | Il Sook-hwa   | Park Kwang-su              |
| 1999 | Tell Me Something     | 텔 미 썸딩        | Telmisseomding           | Chae Soo-yeon | Chang Yoon-hyun            |
| 2000 | Interview             | 인터뷰            | In-teo-byoo              | Lee Young-hee | Byun Hyuk (Daniel H. Byun) |

### Series de televisión
| Año  | Título en inglés                         | Título en coreano            | Romanización          | Red  |
| ---- | ---------------------------------------- | ---------------------------- | --------------------- | ---- |
| 1993 | Three Families Under One Roof            | 한지붕 세가족                | Yoo Ji-hee            |      |
| 1994 | The Last Match                           | 마지막 승부                  | Majimak Seungbu       | MBC  |
| 1994 | MBC Best Theater "Little Thief"          | MBC 베스트극장 - 작은 도둑   | Lee Jung-eun          |      |
| 1994 | M                                        | M                            | Park Ma-ri/Kim Joo-ri |      |
| 1994 | Shoal                                    | 여울목                       | Na Seung-ri           |      |
| 1995 | Hotel                                    | 호텔                         | Ho-tel                | MBC  |
| 1995 | Sook-hee                                 | 숙희                         | Suk-hui               | MBC  |
| 1996 | 1.5 Generation                           | 1.5                          | Cha Hye-kyung         |      |
| 1996 | TV Literature "Between Heaven and Earth" | TV문학관 - 천지간            | Cheonjigan            | KBS1 |
| 1996 | Power of Love                            | 사랑한다면                   | Saranghanda Myeon     | MBC  |
| 1997 | Beautiful Lady                           | 아름다운 그녀                | Areumdawoon Geunyeo   | SBS  |
| 1997 | SBS 70-Minute Drama "I Want"             | SBS 70분드라마 - 나는 원한다 | Naneun Wonhanda       | SBS  |
| 1998 | White Nights 3.98                        | 백야 3.98                    | Baekya 3.98           | SBS  |
| 1999 | Trap of Youth                            | 청춘의 덫                    | Cheongchunui Deot     | SBS  |